# 내 이야기!! (2015년 영화)
《내 이야기!!》(俺物語!!)는 일본에서 제작된 카와이 하야토 감독의 2015년 멜로/로맨스, 코미디 영화이다. 스즈키 료헤이 등이 주연으로 출연하였다. 2015년 10월 31일 개봉되었다.

## 출연

### 주연
- 스즈키 료헤이 : 타케오 역
- 나가노 메이 : 린코 역
- 사카구치 켄타로 : 스나카와 역

### 조연
- 스즈키 사와 : 유리코 역
- 테라와키 야스후미 : 유타카 역
- 모리타카 아이
- 이토 켄타로
- 타카하시 하오리
- 츠네마츠 유리
- 나카오 아키요시
- 타카다 리호
- 토미타 카이토
- 이케타니 노부에
- 야스이 준페이
- 미도리 유리에
- 시부카와 키유히코